# Luxemburg (oraș)
Luxemburg (luxemburgheză: Lëtzebuerg, franceză Luxembourg-Ville) este capitala Marelui Ducat de Luxemburg, una din cele trei capitale ale Uniunii Europene. Situat la confluența râurilor Alzette și Pétrusse, este un important centru bancar și administrativ.
Printre industriile bine dezvoltate se găsesc industria fierului, a oțelului, a mobilei, a bunurilor din piele, a textilelor, a berii și a mâncării.
Orașul, din motive de amplasare și geografie, a fost în istorie un loc de o importanță strategică militară mare. Luxemburgul s-a dezvoltat în jurul unui castel de pe Bock, din secolul al X-lea. În secolul al XIV-lea a fost fortificat. Aceste fortificații au rămas până ce citadela a fost demolată în 1867, când Marele Ducat Luxemburg a obținut independeța și și-a asumat neutralitatea. Această neutralitate a fost neglijată de către Germania cu ocazia primului și celui de al doilea război mondial, când Luxemburgul a fost invadat.
Obiective turistice importante sunt Catedrala Notre Dame și primăria. În oraș se află o universitate, precum și diverse instituții ale Uniunii Europene: Curtea de justiție a Comunității europene și Banca Europeană de Investiții, situate într-o zonă a orașului denumită Kirchberg.
Centrul vechi istoric și fortificațiile din orașul Luxemburg au fost înscrise în anul 1994 pe lista patrimoniului cultural mondial UNESCO.

## Monumente
- Biserica Sfântul Mihail din Luxemburg

## Personalități născute aici
- Hermann von François (1856 - 19330, general german;
- Hugo Gernsback (1884 - 1967), scriitor american;
- Robert Schuman (1886 - 1963), politician, om de stat francez;
- Joseph Kutter (1894 - 1941), pictor;
- Jean Hamilius (n. 1927), om politic, europarlamentar;
- Marcel Schlechter (1928 - 2023), om politic, europarlamentar;
- Jacques Poos (1935 - 2022), om politic, europarlamentar;
- Colette Flesch (n. 1937), om politic, europarlamentar;
- Robert Goebbels (n. 1944), om politic, europarlamentar;
- Marc Fischbach (n. 1946), om politic, europarlamentar;
- Jup Weber (1950 - 2021), om politic, europarlamentar;
- Lydie Polfer (n. 1952), om politic;
- Bertrand Gachot (n. 1962), pilot de Formula 1 franco-belgian;
- Xavier Bettel (n. 1973), om politic;
- Guillaume, Mare Duce Ereditar de Luxemburg (n. 1981), prinț.

## Galerie de imagini

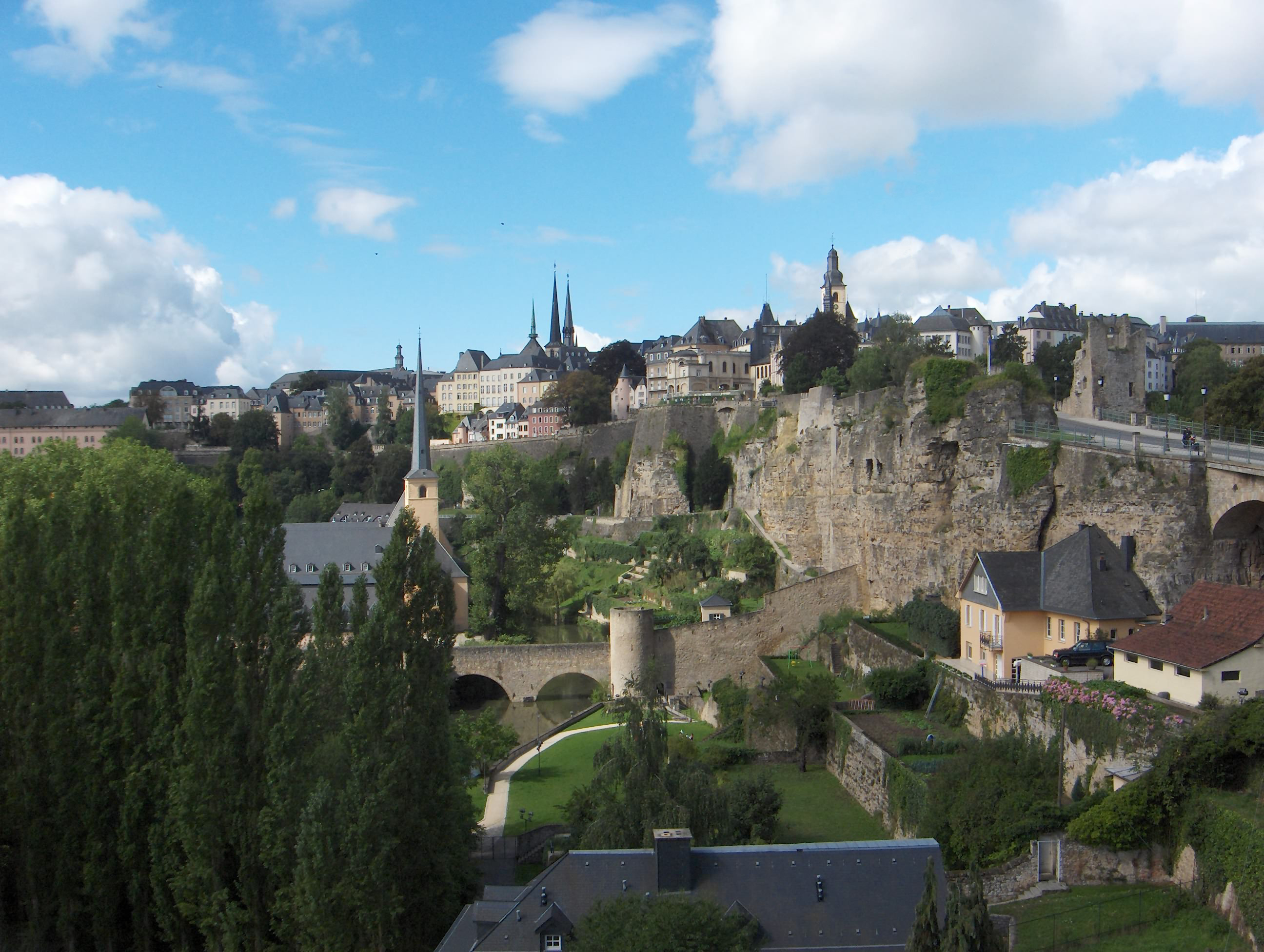
Vechea cetate

## Legături externe
- Commune of Luxembourg official website
- Luxembourg City Tourism
- Museum of the city of Luxembourg website
- HoloGuides – photos, events and news Arhivat în 10 martie 2012, la Wayback Machine.
- Luxembourg (city) Photo Gallery
- A short break in Luxembourg (city)
- Events, things to do and practical stuff in Luxembourg